# Ma che freddo fa
«Ma che freddo fa» es una canción pop de 1969 compuesta por Claudio Mattone (música) y Franco Migliacci (letra). Se estrenó en la 19.ª edición del Festival de la Canción de San Remo, con una doble actuación de la cantante Nada y The Rokes, ubicándose en el quinto lugar. Los primeros versos incluyen una cita de Laléna, del cantautor Donovan. La versión de Nada fue un gran éxito, vendiendo alrededor de un millón de copias, principalmente en los mercados italiano y español.
La canción fue posteriormente versionada por numerosos artistas, incluidos Mina Mazzini, Giusy Ferreri, Renzo Arbore, Piccola Orchestra Avion Travel, Dalida, con el título Et pourtant j'ai froid, o la española Vega.

## Historia
La canción fue presentada en el Festival de la Canción de San Remo de 1969 por Nada, que debutó en el festival a la edad de 15 años con esta canción, en una actuación doble con los Rokes, y que quedó en quinto lugar. Llegó a alcanzar el primer puesto de las listas de éxitos italianas y permaneció en él durante cinco semanas, mientras que la versión propia de Los Rokes llegaría a contar con menos éxito. Debido a la impronta que supuso para el lanzamiento de la carrera artística de Nada, Ma che freddo fa es considerada como su caballo de batalla.

## Versiones y adaptaciones
Mina editó, también en 1969, dos canciones participantes en el Festival de Sanremo de ese año: Un'ora fa y la propia Ma che freddo fa. Se reeditaron en álbum sólo treinta años después, en 1998, incluidas en la colección Mina Sanremo.
En 1969, The Rokes grabaron una versión de la canción, que se incluyó en 1993 en el álbum Dal vivo al Teatro Parioli 1969.
En diciembre de 2000, Avion Travel publicó el álbum Storie d'amore, dentro del cual, junto con otros ocho temas, uno de ellos inédito, se encontraba su versión de la canción de Migliacci-Mattone.
En 2008, Giusy Ferreri publicó la canción como parte del EP Non ti scordar mai di me.
En la edición de 2013 del Festival, la canción vuelve a ser interpretada por Max Gazzè, en la velada dedicada a la historia del propio certamen.
En 2016, Las Vegas Band graba la versión de cumbia moderada para el álbum Le belle canzoni - Vol. 2.
La canción también es interpretada por Tecla Insolia en el telefilme de 2021 La bambina che non voleva cantare.
Ese mismo año, el cantautor siciliano Mario Venuti grabó una versión de la canción, que publicó como primer sencillo de su álbum de versiones Tropitalia, publicado el 17 de septiembre de 2021.

### Adaptaciones
En 1969, la artista franco-italiana Dalida interpretó la canción en francés con letra de Serge Lebrail y con el título Et pourtant j'ai froid, incluida en la recopilación de 1991 titulada Les années Barclay.
En 2016, la cantautora española Vega, lanza su trabajo discográfico Non ho L'età. Grabado en los Capitol Studios de Hollywood, producido por ella misma y por Sebastian Krys, fue un homenaje a la música italiana comprendida entre los cincuenta y los setenta, interpretando su versión del clásico de Nada.

## En el cine
La canción se utilizó como banda sonora de las películas:
- La ventana de enfrente (2003), de Ferzan Özpetek;
- Mi hermano es hijo único (2007), de Daniele Luchetti;
- Crudo (2016), de Julia Ducournau.